# Akragas (Toreut)
Akragas (lateinisch Acragas) war ein antiker griechischer Toreut (Metallarbeiter).
Akragas ist ein nur noch literarisch bekannter Toreut der griechischen Antike. Er ist im literarischen Werk von Plinius dem Älteren neben Mentor, Boethos und Mys als einer der bedeutendsten Toreuten der Antike benannt. Laut Plinius schuf er Skyphoi (Trinkschalen) mit getriebenen umlaufenden inneren Reliefs, wobei vor allem seine Jagdszenen gerühmt wurden. Wahrscheinlich waren die Werke aus Silber gearbeitet. Noch zu Lebzeiten des Plinius sollen im Dionysos-Tempel der Stadt Rhodos Skyphoi mit Kentauren und Bacchantinnen zu sehen gewesen sein.
Der Name Akragas spielt wahrscheinlich auf eine Herkunft aus der Stadt Akragas an, die für ihre toreutischen Werke berühmt war. Es ist anzunehmen, dass er in Rhodos aktiv war. Dafür spricht auch, dass beide Städte, die Zentren der griechischen Toreutik waren, gute Beziehungen unterhielten. Da Rhodos erst 408 v. Chr. gegründet wurde, ist die Lebenszeit nicht vor dem 4. Jahrhundert v. Chr. anzusetzen. Eine genauere Datierung ist nicht möglich. Die Vermutung, Akragas sei eine fiktive Person, wie sie Théodore Reinach 1894 vertrat, ist kaum plausibel.

## Einzelbelege
1. ↑  Naturalis historia 33,155

| Personendaten    | Personendaten                                              |
| ---------------- | ---------------------------------------------------------- |
| NAME             | Akragas                                                    |
| ALTERNATIVNAMEN  | Acragas (latinisiert)                                      |
| KURZBESCHREIBUNG | antiker griechischer Toreut                                |
| GEBURTSDATUM     | zwischen 5. Jahrhundert v. Chr. und 1. Jahrhundert v. Chr. |
| STERBEDATUM      | zwischen 4. Jahrhundert v. Chr. und 1. Jahrhundert v. Chr. |